# Lovčica-Trubín
Lovčica-Trubín é um município da Eslováquia localizado no distrito de Žiar nad Hronom, região de Banská Bystrica.

## Demografia
| Ano:        | 1994 | 2004   | 2014   | 2024   |
| ----------- | ---- | ------ | ------ | ------ |
| Broj ljudi: | 1478 | 1497   | 1610   | 1567   |
| Razlika:    |      | +1,28% | +7,54% | -2,67% |

| Ano:               | 2023 | 2024   |
| ------------------ | ---- | ------ |
| Número de pessoas: | 1571 | 1567   |
| Diferença:         |      | -0,25% |